# トランスフォーマー カーロボット
『トランスフォーマー カーロボット』は、2000年4月5日から12月27日までテレビ東京系列で放送トランスフォーマーシリーズのアニメ作品。

## 概要
本作品は『ビーストウォーズ』から続く日本版第2期テレビシリーズの5作目にして最終作。前作『ビーストウォーズメタルス』までとは異なり、ビークルに変形するなど、原点回帰がなされている。
制作スタジオがそれまで日本版を制作していた葦プロダクションからスタジオぎゃろっぷへと変更となり、同社と提携している韓国の同友動画が制作協力として従来のぎゃろっぷ作品での下請けを上回る量の作業を担当した。
後に韓国・アメリカでの輸出と放送が行われた（後述）。
車モチーフになった理由に関しては玩具展開を参照（後述）。
ストーリー全体はコメディ色が強く、国内展開における玩具ナンバーがサイバトロン、一部のデストロンガーの各ビークルのナンバーに採用されている。
トランスフォーマーとしては初めて2Dデジタルアニメとして制作されたが、一部の場面では3DCGが使用されており、一例としてオープニングとエンディングは3DCGと2Dが混在し、アイキャッチもオープニングのCG部分を流用である。

## あらすじ
舞台は2000年の地球。パレードに沸くニューヨーク市民の眼前で高層ビルを打ち抜き現れたのはデストロンガー首領・ギガトロンと彼が率いる軍勢だった。そこに立ちふさがったのは次元パトロール隊の司令官・ファイヤーコンボイ。
この日を境に、地球はサイバトロン対デストロンガーの戦乱の渦に巻き込まれていくことになる。

## キャラクター
声優は日本語版 / 英語版。

### サイバトロン

#### ファイヤーコンボイ部隊
正式名称は次元パトロール隊。その詳細について劇中で触れられることはなかったが、未来のサイバトロン戦士であるという設定が後に付加されている。基本的にナンバー2が存在せず、状況に応じて招集されたチームのリーダー格がファイヤーコンボイの指揮下に入る。
総司令官 ファイヤーコンボイ
声 - 橋本さとし （タイトルコールも兼任）
ナンバー - C-001
サイバトロンの総司令官（リーダーとされることもある）。通り名はファイヤー炎神。はしご車のキャビン部分に変形する。メイン武器は「コンボイガン」。背中のパトライトからは必殺技である赤い閃光「ファイヤーフラッシュ」を放つ。
はしご車の後半部分は前線基地トランスリベアに変形。分解したパーツの一部を武器として使用することが可能。両肩に装着される巨大合体した際、足になるミサイルランチャー「トランスマイン」、両腕には巨大合体した際、腕になる「ファイヤーナックル」などを有する。
ベクターシグマが創り出した「エネルゴンマトリクス」の所有者の一人であり、胸部に収納されている。
性格は純粋で、怒ると怖い一面もある。
口癖は「熱い心に不可能はない!」。
炎の司令官 スーパーファイヤーコンボイ
ファイヤーコンボイとトランスリベアが「巨大合体」した姿。背中のハシゴの先端からは青い流水ブリザーストーム、ハシゴの部分からは4連装の破壊ロケット弾を装備。また、巨体ながらも手足に内蔵された補助エンジンにより高い機動力を誇り、膝のホイールを高速回転させる「炎神飛び膝蹴り」など接近戦でも強力な技を放つ。
最強司令官 ゴッドファイヤーコンボイ
第25話から登場。ファイヤーコンボイとゴッドマグナスが2つのエネルゴンマトリクスの力で「超巨大合体」した姿。初合体した際にはゴッドマグナスによって「強制合体」させられてしまったが、それ以降の合体ではファイヤーコンボイが主体的に合体するようになった。
メイン武器はゴッドマグナスと同じくブルーボルトだが、手に持っていたマグナスとは違い肩部に装着し、名称も「ゴッドバルカン」、「ゴッドレーザー」に変化した。必殺技はゴッドバルカンとゴッドレーザーを一斉発射する「ゴッドファイヤーバースト」。
最終話では「スーパーゴッドソード」を使用した。
機動隊長 ゴッドマグナス
声 - 松山鷹志
ナンバー - C-023
第24話から登場。カートランスポーターに変形するトランスフォーマー。孤高の一匹狼的な性格で、ファイヤーコンボイの双子の兄弟といえる存在。どちらが兄かは当人たちも分かっていないが、他のサイバトロンはマグナスが弟だと思っている。
当初はエネルゴンマトリクスに関連する事柄でファイヤーコンボイを嫉妬しながら憎んでいたが、最初は衝突していたカーロボ3兄弟の末弟であるスピードブレイカーとの交流と自らの身体の秘密を知ったことをきっかけに和解した。
和解のキッカケを作ってくれたスピードブレイカーに対しては何かと気にかけており、助けに駆けつけて来たり、彼の頼みを素直に受け入れている（ファイヤーコンボイとの合体の際、「スピードブレイカーの頼みでやっている」とのこと）。スピードブレイカーからは「マグちゃん」と呼ばれている。
メイン武器のブルーボルトは、マグナバルカン、マグナレーザーなどに変形させて使用する。
ファイヤーコンボイと「超巨大合体」することで、ゴッドファイヤーコンボイとなる。合体シークエンスの都合上からか、ファイヤーコンボイと握手することで勝手に合体させられてしまうこともあった。
最終話で戦い終えた後のサイバトロンが地球に留まる道を選ぶ中、自身とブレイブマキシマスは捕らえたデストロンガーを連行しながらセイバートロン星に帰還した。
サイバトロンシティ ブレイブマキシマス
声 - 喜山雅之
ナンバー - C-027
第29話から登場。太古の昔に地球にやって来たサイバトロンが地球のガイアパワーを守るために建設した防御システムである。サイバトロンシティが変形し、さらにヘッドオンシステムを使うことにより超巨大トランスフォーマーとしての偉容を現す。
器としてのサイバトロンシティ、TFであるプラズマ、地球人類の3つの要素が揃わないと起動・運用出来ないように厳重なプロテクトが施してあり、サイバトロン側がサイバトロンシティとプラズマを発見するも3つ目の要素が分からず起動できずにいたがブラックコンボイが自身が再フォーマットされた際に組み込まれていたジュンコの生体データを利用することで起動および掌握に成功したこともある。
巨大ロボット形態になると、ほとんど唸り声しか上げない（「ファイナルショット」などの必殺技名は叫ぶ）。
地球人類を守る目的として建造されたため、正義を信じる人間の子供の心（プログラムが地球人類が操縦の最終決定をすることを前提としているためでもある）を最優先とする。悪用を防ぐために憎しみなどの負の心で動かそうとすると、「アクセスエラー」と叫んで暴走する仕組みも備わっている。デビルギガトロンに内蔵していたエネルギーの総てを奪われ行動不能に陥った際には、子供たちの持つ無限の可能性をエネルギーに変換することで再起動を果たし戦線に復帰した。
玩具は『トランスフォーマー ザ☆ヘッドマスターズ』に登場したフォートレスマキシマスの再生産品。カラーリングは『ダイアクロン』のロボットベースを意識したものになっている。当初はカーロボット関係の玩具を買って応募するキャンペーンの賞品だったが、後に懸賞版にあった付属品をほぼ削除する形で市販された。本来フォートレスマキシマスに付属するマスターソードは持ち手部分が改修された物がスーパーファイヤーコンボイ用の武器「スーパーゴッドソード」として転用されて登場している。
その後『ロボットマスターズ』に登場し、「サイバトロンベース」の名称でロボットポイントのキャンペーンでプレゼントされた。
『トランスフォーマー キスぷれTF情報局』ラジオドラマの第2部にも母艦として登場している。
プラズマ
声 - 喜山雅之
第33話から登場。ブレイブマキシマスのコアにあたるTF。オーパーツに示された“プラズマポイント”の神殿内に封印されていた。TFとしての意識は持っているようだがサイバトロン側には起動方法が分からず、サイバトロンシティが発見されるまでほぼ放置状態だった。ブラックコンボイの命令に従って起動・変形しているため、3つの要素が揃った状態でないと起動できない模様。
ブレイブ
第33話から登場。プラズマが頭部に変形し、シティの一部と合体して完成する中型ロボ。ブレイブマキシマスの頭部に変形する。作中ではその変形シークエンスのみの登場である。サイバトロンたちには当初3つ目の要素であると勘違いされ行方を探されていた。

アイ
声 - 樋口智恵子
サイバトロン基地のオペレートプログラム。婦人警官に似せた、ピンク色のカラーリングのホログラムを投影し、コミュニケーションの円滑化を図っている。ホログラムなので人間が触れることはできず、すり抜けてしまう。
サイバトロンメンバーやユウキからは「アイ」「アイちゃん」、ビルドボーイ以外のビルドマスターたちからは「アイ姫（ひめ）」と呼ばれている。
ファイヤーコンボイとの仲をスピードブレイカーに指摘され顔を赤くすることもあった。また第26話では早とちりでデストロンガーが知らなかった情報をうっかり喋ってしまったこともあった。
本編中では外見については言及されなかったものの、後の『バイナルテック アスタリスク』で、久留間アイという婦人警官をモデルにしていたことが明らかとなった。

#### カーロボ3兄弟
終始一貫して主戦力として活躍し、後にゴッドマグナスのエネルゴンマトリクスの力の影響で、S（スーパー）カーロボ3兄弟への強化変身が可能となった。それぞれ泳法を身につけてはいるものの身体が重すぎるために泳ぐことができない。
豪腕闘士 ワイルドライド
声 - 芝原雅博
ナンバー - C-002→C-024（パワーアップ時）
カーロボ3兄弟の長男。ベンツMクラス風の4WD車に変形する。後に局地戦闘員S（スーパー）ワイルドライドにパワーアップする。
基本的には長男らしく身をわきまえているが、挑戦し甲斐のある山岳や悪路を見ると一転して、羽目を外して登るという悪い癖を持つ。それらもあってか、軍の組織上「カーロボ3兄弟」のリーダーには任じられていない。ビークルモードでは運転席に当たる部分に頭部が移動する造りになっており彼自身の目で外部の状況を判断出来るようになっている（玩具も頭部が運転席部分に移動するギミックがある）。
右腕に比べて明らかに大きい左腕を持った特徴的な外見を有している。ファイヤーコンボイにも「得意のサウスポー」と言われており、左腕を主体にして戦う。
3兄弟の中では蛙泳ぎを習得している。
交通機動隊員 マッハアラート
声 - 近藤孝行
ナンバー - C-003→C-025（パワーアップ時）
カーロボ3兄弟の次男。ランボルギーニ・ディアブロ風のパトカーに変形する。後に音速追撃員S（スーパー）マッハアラートにパワーアップする。
次男であるが、「（サイバトロン部隊としての）カーロボ3兄弟」の正式なチームリーダーに任命されている。
規律に厳しく、頑固で融通の利かない性格であり、兄弟の中では一番の常識人。弟のスピードブレイカーや兄のワイルドライドに振り回される日々を送る。
なお、パトカーとして巡回活動を行うシーンは少なく、むしろ赤いスポーツカーを追い掛け回すスピードブレイカーをたしなめることの方が多かった。総集編ではスパイチェンジャーなどからそのことを指摘されていた。また本人は（通常時のボディカラーである）白と黒のツートンカラーにこだわりを持っている。
3兄弟の中では古式泳法を習得しているが、スピードブレイカーからは「ややこしい泳ぎ方」と言われている。
爆走銃士 スピードブレイカー
声 - パンチUFO
ナンバー - C-004→C-026（パワーアップ時）
カーロボ3兄弟の三男。バイパー風のスポーツカーに変形する。『Robots in Disguise』（RID）として米国で玩具が販売された際には米クライスラー社より正式にライセンス使用許可を受けた上で発売に至った。後に赤いカラーリングの爆走騎士S（スーパー）スピードブレイカーにパワーアップする。性格は陽気なお調子者で赤いスポーツカーに異常な執着を持ち、ナンパする悪癖がある。その一方で、地球の車にモーションをかけても返事が返ってくることはないとの認識も併せ持っている様子。ゴッドマグナスに積極的にアプローチを行い親友となった。
3兄弟の中では犬掻きを習得している。

#### 忍者部隊スパイチェンジャー
地球の車に偽装して偵察活動をする忍者部隊。玩具は『トランスフォーマー G-2』において発売されていた『ゴーボッツ』（Go-Bots）の仕様変更品である。ブリスターでの発売の他、6体でセット販売（C-011）もあった。後にスパイチェンジャーくじで強化形態のスーパースパイチェンジャーが発売された。
忍者首領 アートファイヤー
声 - 竹本英史
ナンバー - C-005
第4話から登場。スパイチェンジャーのリーダー。高級スポーツカーに変形する。ファイヤーコンボイとは親戚関係にある。武器は火炎放射銃・「アートガン」。
加速する際の台詞は「アート、ゴー!」。
超忍者首領スーパーアートファイヤーにパワーアップする。
鳥人忍者 イーグルキラー
声 - 二村兆富
ナンバー - C-006
第4話から登場。スパイチェンジャーのサブリーダー。スーパーカーに変形する。生真面目な性格であり、仲間の言いにくいことを代弁することもあった。武器はショットガンの「イーグルガン」。
加速する際の台詞は「イーグル、ゴー!」。
大鳥人忍者スーパーイーグルキラーにパワーアップする。
破壊忍者 ウォーズ
声 - 北沢力
ナンバー - C-007
第4話から登場。スパイチェンジャーの勇敢な切り込み隊長。ボンネットの戦の字が特徴のストックカーに変形する。メンバー内では一番装甲が厚い。常にハイテンションというわけではなく、皮肉屋としての一面も見せる。武器は焼夷鉄鋼マシンガン・「ウォーズガン」。
加速する際の台詞は「ウォーズ、ゴー!」。
強力破壊忍者スーパーウォーズにパワーアップする。
引力忍者 エックスカー
声 - 三浦淳一
ナンバー - C-008
第4話から登場。科学者肌な性格。ミッドシップカーに変形する。連携攻撃では中核を担うことが多い。語尾に「〜だな」を付けて発言することがある。武器は引力光線を発射できる「エックスガン」。
加速する際の台詞は「エックス、ゴー!」。
重引力忍者スーパーエックスカーにパワーアップする。
猛進忍者 オックス
声 - 依田央介
ナンバー - C-009
第4話から登場。スパイチェンジャー一の怪力を誇る純朴な青年。トラックに変形する。カウンターアローとは戦友である。チーム内のハンドサインを把握し切れていないのが悩み。武器は衝撃波銃・「オックスガン」。得意技は「オックスタックル」。
加速する際の台詞は「オックス、ゴー!」。
激猛進忍者スーパーオックスにパワーアップする。
狙撃忍者 カウンターアロー
声 - 内藤玲
ナンバー - C-010
第4話から登場。スパイチェンジャー一の射撃の名手。F1カーに変形する。クールな性格で単独行動を取ることを好むが、チーム内で使用されるハンドサインは全て把握しており、それが戦況の好転に繋がったこともあった。オックスとは戦友の間柄。武器はレーザー狙撃銃・「カウンターガン」。
加速する際の台詞は「カウンター、ゴー!」。
真狙撃忍者スーパーカウンターアローにパワーアップする。

#### チーム新幹線

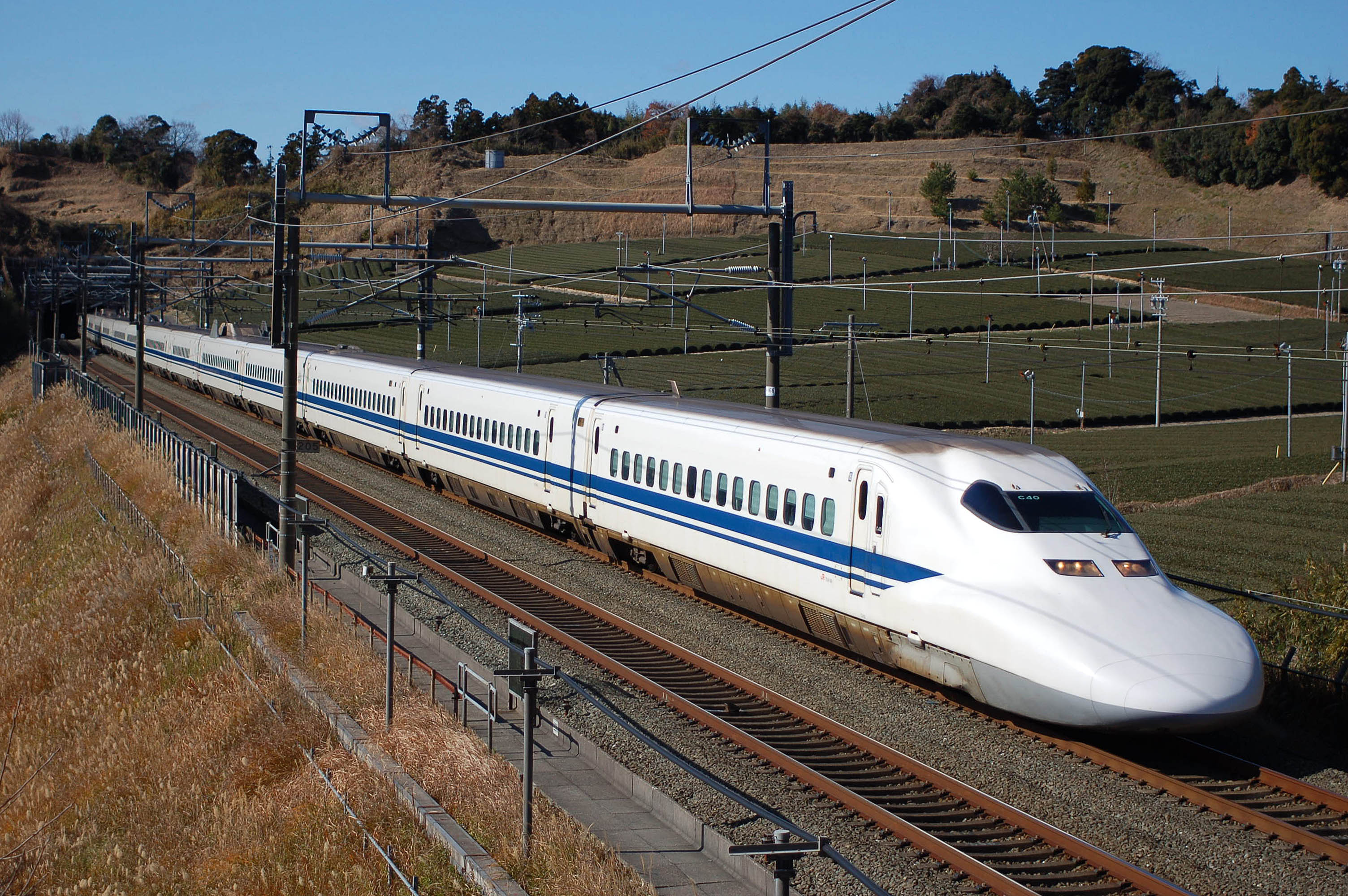
実際の700系

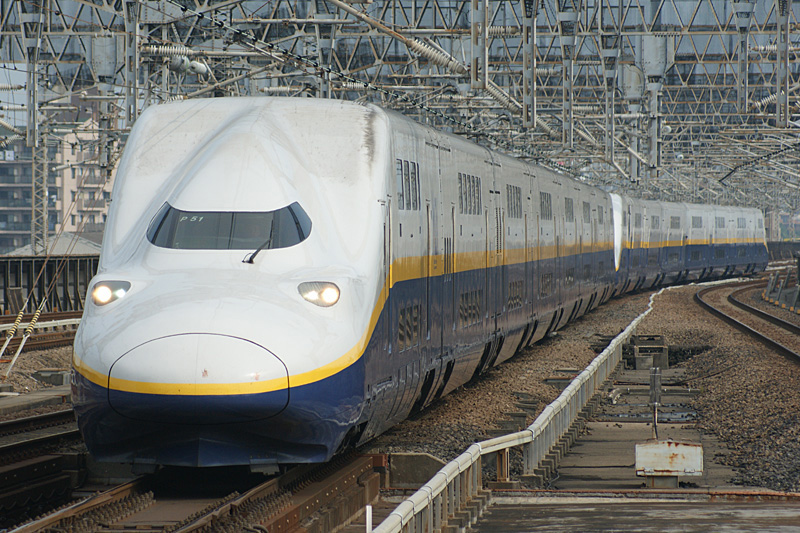
実際のE4系

新幹線に変形する電車型トランスフォーマー3名から成るチーム。「三体合体」することで大型トランスフォーマー・三体合体公安官JRX（ジェイアールエックス）となる。普段は新幹線の先頭車両に偽装しているが、出動する際は乗客が乗っている場合でも後部車両を切り離して出動する。JRXに合体する他、新幹線状態で連結するグレート3重連によりさらにスピードアップが可能。カーロボ三兄弟に次ぐ戦力として活躍し、コンバットロン参戦後はデストロンガー側の合体ロボであるバルディガスと対戦することが多かった。

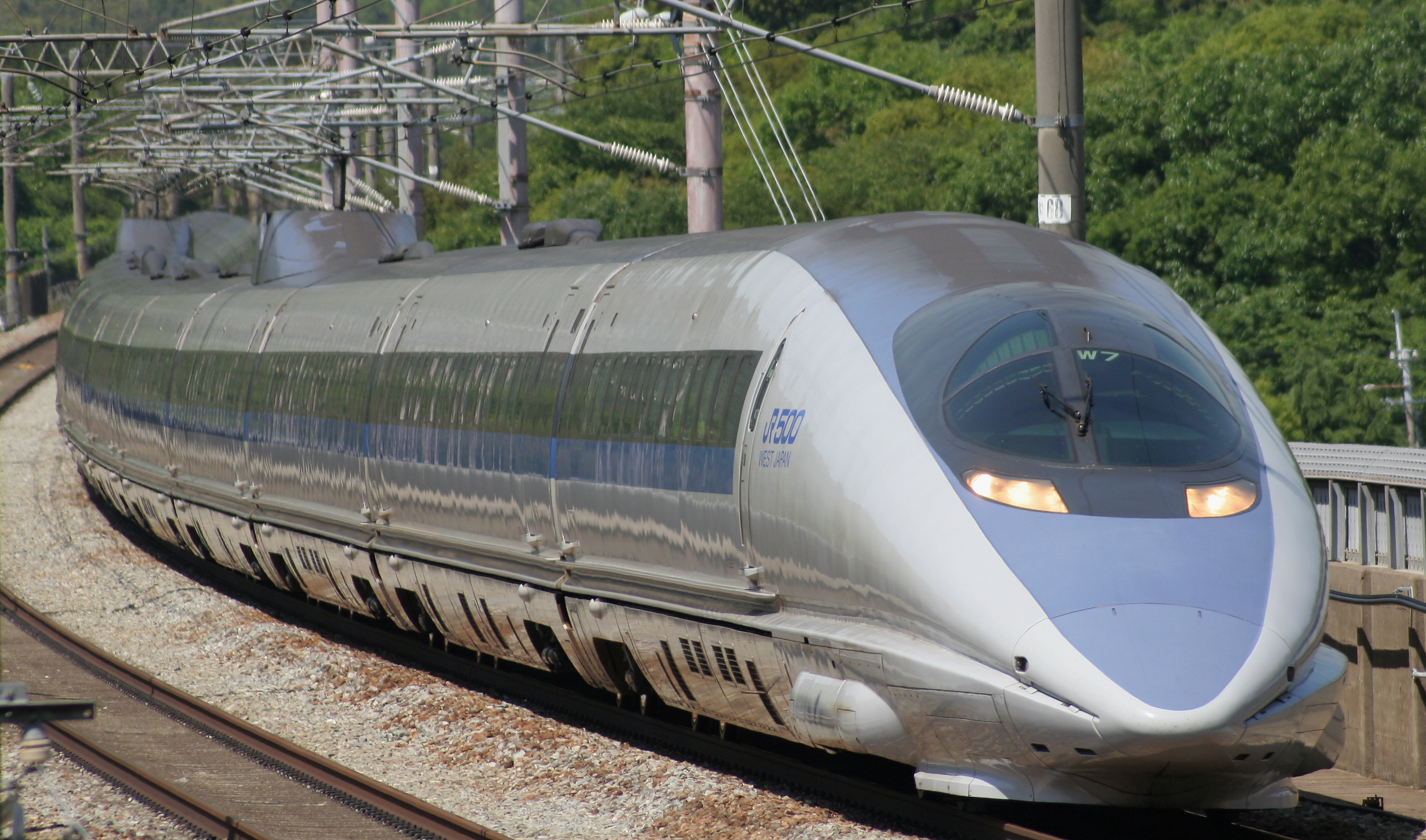
実際の500系

音速参謀 ジェイファイブ
声 - 泉尚摯
ナンバー - C-012
第3話から登場。チーム新幹線のリーダー。500系のぞみに変形する。乗客を乗せて走ることに誇りを持っており、いつも「安全運転」を心がけている。総集編では、必要以上に目立とうとするジェイセブンに釘を刺したことがある。JRXに合体する際には上半身に変形。
音速公安官 ジェイセブン
声 - 竹本英史
ナンバー - C-013
第3話から登場。700系ひかりレールスターに変形する。江戸っ子口調の気の良い青年仕官。JRXに合体する際には腰に変形。頭脳派で指揮を代行したこともある。総集編においてはジェイファイブの指揮に不満を持っていることが判明している。
音速公安官 ジェイフォー
声 - 又村奈緒美
ナンバー - C-014
第3話から登場。E4系Maxに変形する。心優しい性格の青年で、スキャン元の影響なのか訛りが激しく、寒冷地をパトロール地域として往復しているせいか寒さに強く、暑さに弱い。地下鉄で迷子になったことがある。蒸気機関車のデゴイチをご先祖様として崇めている。JRXに合体する際には下半身に変形。
三体合体公安官 JRX（ジェイアールエックス）
声 - 泉尚摯
ナンバー - C-015
第3話から登場。チーム新幹線が「三体合体」した姿。合体後の人格はジェイファイブとなる。巨体であるが、加速技「ジェイダッシュ」を使っての猛スピード走行が可能。武器はジェイセブンを除く2人の武器が合体したジェイレーザーライフル。バルディガスとは事実上のライバル関係。

#### フリップチェンジャー
メンバーは2名のみ。劇中ではそれぞれ単独行動しておりチームとしての描写は無いが、便宜上まとめて扱う。
高速偵察員 インディーヒート
声 - 西村仁
ナンバー - C-016
第10話から登場。インディーカーに変形する。セイバートロン星からの増援として地球に派遣されてきたトランスフォーマー。インディカーをスキャンした際に事故死したドライバー・ゴールドバーグの魂もスキャンしたため、シグナル音を聞くとレースに参加せずにはいられないという癖に悩まされている。ビークルモードではかなりのスピードで走ることができる反面、ロボットモードでの動きは鈍い。
武器はインディーガン。得意技は慣性ドリフト・スピンドライブ。
店舗限定購入特典としてS（スーパー）インディーヒートが配布された。
交通機動隊員 レッカーフック
声 - 岩崎征実
ナンバー - C-017
第11話から登場。レッカー車に変形する。正義感が強いがマッハアラート以上に融通が利かない。交通違反した車は一時停止した車や三輪車であってもレッカー移動する。その正義感はデストロンガーに洗脳されて、スピードブレイカーやジェイセブンをレッカー移動してしまったことがある。江戸っ子口調で、時代劇の如き表現を交える。武器はレッカーガン、胸部のレッカーフック。
店舗限定購入特典としてS（スーパー）レッカーフックが配布された。

#### ビルドマスター
建設車両に変形するトランスフォーマー4名で構成されたチーム。地球に先行部隊として送られ、サイバトロンネットの拡大工事を行っていた。
4体が「トルネード合体」することで大型トランスフォーマー鋼鉄大王ビルドキングとなる。
太陽王 ビルドボーイ
声 - 玉木有紀子
ナンバー - C-018
第20話から登場。ビルドマスターのリーダー。ブルドーザーに変形する。他のメンバーには「若」と呼ばれている。武器はダブルバスター。得意技はショルダーアタック。
森林王 ビルドハリケーン
声 - 高橋広樹
ナンバー - C-019
第20話から登場。ビルドマスターのサブリーダー。パワーショベルに変形する。ビルドマスターの中では一番冷静で思慮深い。武器はショベルに仕込まれたショベルシザー。
砂漠王 ビルドタイフーン
声 - 永野善一
ナンバー - C-020
第20話から登場。ダンプトラックに変形する。非常に冷静なビルドマスターの参謀役。
敵を欺くなど頭が切れるところがあり、調子に乗りやすいビルドボーイのストッパー役も務める。荷台部分を変形させた巨大なクロー・ガブットバケットを武器にしている。
火山王 ビルドサイクロン
声 - 岩崎征実
ナンバー - C-021
第20話から登場。クレーン車に変形する。かつて火薬庫の管理をしていた経歴を持つ。クレーン車だけに相手を持ち上げるのがうまい。武器はクレーン部分が変形したレーザー銃。
鋼鉄大王 ビルドキング
声 - 玉木有紀子
ナンバー - C-022
第21話から登場。ビルドマスターの4体が「トルネード合体」した姿。合体する際のフォーメーションによってバランス型のハリケーンモード（背中・腕：ビルドハリケーン 右脚：ビルドサイクロン 左脚：ビルドタイフーン）、攻撃力に特化したタイフーンモード（背中・腕：ビルドタイフーン 右脚：ビルドハリケーン 左脚：ビルドサイクロン）、格闘重視のサイクロンモード（背中・腕：ビルドサイクロン 右脚：ビルドハリケーン 左脚：ビルドタイフーン）の3種類の形態がある。武器はショルダーアタックとクレーンキャノン。

### デストロンガー
玩具などではデストロンの急進派という設定。未来のデストロンのエリート集団であり、過去の世界にやってきたという設定が後に付加された。当初はメタルビースト軍団のみで構成されていたが、中盤から軍事兵器に変形するコンバットロンが加わることになる。
エンブレムも、メタルビースト軍団がビーストウォーズのデストロンのものをそのまま受け継いだのに対し、コンバットロンはG-2におけるサイバトロンのエンブレムを逆さにしたものを使っており、2種類に分かれている。
デストロンガーの目的は究極のパワー獲得にあるとされ、エネルギー強奪に終始するかと思えば、ダムを破壊し人類を恐怖させようとするなど、本人たち曰く「確固たる目標が無いまま地球に来た」がゆえに精彩を欠く面がある。
闇の破壊神 ギガトロン
声 - 小檜山洋一
ナンバー - D-001
デストロンガーのリーダー。ファイヤーコンボイとは400万年に渡る「幼馴染の腐れ縁」である。冗談が嫌いな性格で、「引き際は鮮やかに」をモットーとしている。ボディカラーは黒と紫を基調としており、ロボットモード、ギガバット（メカコウモリ）、ギガドラゴン（双頭ドラゴン）、ギガジェット（ジェット機）、ギガフォーミュラ（自動車）、ギガハンド（巨大な右手）の6つの形態に変形する能力を持つ。形態が変わると一人称や性格が変化する。また、ギガハンドはデストロンガー海底基地の制御および操作も司っている。ロボットモードでは額から発射する光線カッタービームと二つに分かれることも可能な回転剣を武器とする。ピラミッド地下の遺跡におけるゴッドファイヤーコンボイとの戦いに敗れて爆死したかに思われたが、その後デビルギガトロンとなって再び姿を現す。
究極破壊神 デビルギガトロン
ナンバー - D-013
第32話から登場。ギガトロンがピラミッド地下の遺跡と部下のメタルビースト3体のエネルギーを吸収してパワーアップ復活した新たな姿。白を基調としたボディカラーとなり、デビルバット（メカコウモリ）、デビルドラゴン（双頭ドラゴン）、デビルジェット（ジェット機）、デビルフォーミュラ（自動車）、デビルハンド（巨大な右手）と名前が変わった従来の6形態に加え、デビルエレファント（象）、デビルノドン（翼竜）、デビルクルーザー（船）、そして最強の姿でもあるデビルザウラー（恐竜）の4形態を加えて10段変形できるようになった。このうち、デビルエレファント、デビルクルーザー、デビルノドンは、それぞれゲルシャークを除くメタルビースト軍団の3名の能力を元に得た形態であると、当時のホビー雑誌内の開発者インタビューでコメントされている。永遠の命を持つがゆえに、過去の自分が永遠に続くというトランスフォーマーの存在意義を絶望視しており、そのために無限の可能性を持つ地球の子供たちに希望を見出し、支配しようと目論んだ。だが、皮肉にもその無限の可能性の力を得たゴッドファイヤーコンボイに敗れ去ることになり、ゲルシャークを除く部下たちと共に、セイバートロン星に連行された。

#### メタルビースト軍団
メタルボディのビーストに変形するトランスフォーマー。ギガトロンには忠実で、ギガトロンの代わりに出撃する機会が多かった。そのため、様々な戦場で彼らの姿を見ることになる。
玩具カタログではゲルシャーク以外の3名を「メタルビースト3兄弟」、書籍では「実働部隊ビーストトリオ」と呼称しており、アニメではそのような描写は無いが、ゲルシャークが他の3名のことを「ゲルシャーク軍団」と呼んで部下扱いしているシーンはしばしば見られた。カーロボ3兄弟と違って全員泳ぐことができる。ブラックコンボイやコンバットロンが参戦した以降は戦場における主導権を争った。サイバトロンの「トランスフォーム」に対してビーストウォーズの伝統である「変身」「ビーストモード」のかけ声で変形する。
元々は海外で発売された『ビーストウォーズメタルス』の玩具シリーズで登場した「トランスメタルス2」の塗装などを変更したもの。
特殊工作兵 ガスカンク
声 - いまむらのりお
ナンバー - D-002
爆弾工作のスペシャリスト。オシャレ好きであり、オネエ言葉で話す。メカスカンクに変形する。左肩から発する熱線レフトメーザーと頭部のジャックテールが武器。ビーストモードではスカンク特有のガス攻撃を口から放つ。また、怪力の持ち主である。
玩具はサイバトロンの「（メタルス）スティンクボム」の塗装変更品。
森林剣士 ギルドー
声 - 高橋広樹
ナンバー - D-003
忍者のように隠密行動を得意とする。侍のような口調で話す。メカムササビに変形する。滑空するのではなく、自由に飛行可能。そのため、空中でゲルシャークの援護をしたり、飛行能力を持たないガスカンクやグッシャーに移動手段として使われることが多かった。胸部から発する冷凍光線センターメーザーと尻尾剣が武器。
玩具はサイバトロンの「（メタルス）ナイトグライダー」の塗装変更品。
湿原兵 グッシャー
声 - 内藤玲
ナンバー - D-004
メカカエルに変形する。関西弁で会話する。水中戦だけでなく、地上戦においても跳躍力を生かして戦う。また本人によると水の中は落ち着くらしい。右肩から発する電磁光線ライトメーザーと舌をムチのように使うベロビュートを武器とする。
玩具はデストロンの「（メタルス）スピッター」の塗装変更品。
牙提督 ゲルシャーク
声 - KONTA
ナンバー - D-005
第2話から登場。ギガトロンの忠実な副官として活躍する。設定では、かつてサイバトロンに敗れたところをギガトロンに命を救われ、以来絶対的な忠誠を誓っている（アニメの総集編では「宇宙をさまよって死にかけていたところを救われた」と語っている）。メカサメに変形する。武器は胸部から発するメーザーストームとジョーズトーピード。水中戦を得意としているが飛行や地底潜行もこなす。
副官だけあってそれなりに優秀であるが、詰めの甘さから失敗を繰り返し、さらにはブラックコンボイ率いるコンバットロンがメンバーに加わったことで、次第にギガトロンの信頼を失いかけ立場が危うくなり、ブラックコンボイやコンバットロンからは馬鹿にされるという屈辱的な仕打ちに耐え続けていくことになる。しかし、後に彼らがブレイブマキシマスを利用して造反を起こしたのがきっかけで、元々の忠誠心が再評価されてギガトロンからの信頼を取り戻し、ブラックコンボイたちも再プログラミングにより、自身に忠実な部下となった。
ひたすらギガトロンの命に従ってサイバトロンと戦い続けているが、根っからの悪人ではなく、勘違いや成り行きからユウキたちを助けたりしたこともある。そのため子供たちからは「ゲルシャークさん」と慕われており、一部のマスコミからも好意的に報道されるなど、次第にその葛藤に苦悩していくことになる。
時折、ポエムと言いつつ川柳を口ずさむが、ファイヤーコンボイから「面白くない」とばっさり斬り捨てられたこともある。
最終戦後は他のデストロンガーと同じようにチップ状態にされてセイバートロン星に送られるはずだったらしいが、なぜかただ一人地球に残り、平穏な日々を送っている。
作中で流行しているお魚さん占いによると「クラゲ」で、「良かれと思ってした行動が相手の恨みを買う」「芸は身を滅ぼす」などといった散々な結果が出る。占いの結果が的中してしまうことも少なくない。
玩具はサイバトロンの「（メタルス）サイバーシャーク」の塗装変更品。

#### 戦闘軍団コンバットロン
ブラックコンボイ率いる洗脳された太古のサイバトロン戦士たちで構成されたチーム。メンバー全員が、ギガトロンによって悪のスパークを注入されたことで凶悪な兵士と化してしまった。最初はドルレイラーがリーダーであったが、対立していたブラックコンボイにドルレイラーが敗れてからは、ブラックコンボイが指揮官となり、ドルレイラーを含む全員が彼に忠実な部下となった。後にブラックコンボイ主導で全員がギガトロンに造反を起こしたが、結局失敗に終わった結果、全員がギガトロンの怒りを買って再プログラミングを受け、ギガトロンのみならず、ゲルシャークにも忠実な部下となった。
玩具は『戦え!超ロボット生命体トランスフォーマー』および『トランスフォーマー G-2』に登場したコンバットロン合体兵士ブルーティカスの仕様変更品。作中では洗脳される前はサイバトロン戦士だったという設定なので、エンブレムはG‐2サイバトロンのエンブレムを逆さにし、顔に見立てたものである。玩具の付属カードでは、メンバー全員が風呂好きという設定がなされている。
暗黒司令官 ブラックコンボイ
声 - 楠大典
ナンバー - D-012
第14話から登場。ファイヤーコンボイに似た外見をしたトランスフォーマー。太古の時代に地球に墜落した宇宙船で眠っていたサイバトロン戦士がギガトロンに洗脳されて邪悪な戦士として蘇った。対立していたドルレイラーに勝利してからは、彼を含むコンバットロン全員が自身の私兵となり、事実上コンバットロンのリーダーとなった。デストロンガー一味の手により、タンクローリーをビークルスキャンし変形する、
性格は冷酷で残虐。主な武器はブラックソードと、肩部から発射するデッドミサイル、デッドレーザー。タンク部分はバトルベースとなり、コンバットロン12体分の火力を発揮する。顔がファイヤーコンボイに似ているのは、タンクローリーをビークルスキャンした際にファイヤーコンボイごとスキャンしたためである。その際、ファイヤーコンボイだけではなく中に乗っていたジュンコのデータもスキャンされたため、人間のデータも持っており、ブレイブマキシマスに一時的ながら乗り込むことが可能だった。またブラックコンボイはゴッドマグナスをデストロンガーに勧誘しようとした際、マグナスとの合体能力も手に入れようと企んでいた。
任務を確実にこなしギガトロンには忠誠心を見せつつ、自分よりも能力の劣るゲルシャークたちメタルビースト軍団のことは終始馬鹿にし続ける。しかし、ギガトロンの忠実な部下というのはただの装いに過ぎず、本心では彼を倒し、自らが世界を掌握することを画策しており、死んだと思っていたギガトロンがデビルギガトロンとしてパワーアップの復活を遂げた際には、さすがに焦りを見せ始めていく。ストーリーの終盤でブレイブマキシマスの主導権を握った直後、ギガトロンを超えたことを確信したブラックコンボイは遂にコンバットロンと共にその本性を表すが、強大すぎる力に溺れたことが思わぬ詰めの甘さとなってしまい、大勢の子供たちの説得を受けたブレイブマキシマスに拒絶され、その目論見は予定外の失敗に終わる。造反の失敗から帰還後、ギガトロンの怒りを買ってしまったことで、部下のコンバットロンたち共々再プログラミングされ、以後は散々扱き下ろしていたゲルシャークにさえ忠実な僕と成り下がった。
鋼鉄将軍 ドルレイラー
声 - 金子はりい
ナンバー - D-010
第14話から登場。コンバットトレーラー（キャノントレーラー）に変形する。玩具ではコンバットステーションモード（整備基地）に変形する。コンバットロンのリーダーでありブラックコンボイの右腕。当初はブラックコンボイと指揮官の座を巡って争った。その後はむしろ親身になってブラックコンボイに付き従うようになった。基本的にブラックコンボイに対しては敬語を使わず、戦友のような関係である。背中に装備されているツインドルバスターが武器。テックスペックによると一番風呂でないと気がすまないらしい。
陸上参謀 グリジバー
声 - 北沢力
ナンバー - D-006
第14話から登場。コンバットバギー（XR311）に変形する。玩具では武器を装着した重武装モードになる。クリスタロキュージョンという武術を会得している。テックスペックによるとサウナが好きらしい。
装甲参謀 ダンガー
声 - 近藤孝行
ナンバー - D-007
第14話から登場。コンバットタンク（レオパルト）に変形する。玩具では武器を装着した重武装モードになる。激しい攻撃をものともしない防御力を持つ。力自慢で、一日に一度背中のダンガーカノンを撃たないと気が済まない。メンバーの中ではとぼけた言動が多く、グリジバーに突っ込みを入れられる。テックスペックによると闘いの後の砂風呂を唯一の楽しみにしているらしい。
衛星参謀 シャトラー
声 - 近田英紀
ナンバー - D-008
第14話から登場。コンバットスペースシャトルに変形する。玩具では武器を装着した重武装モードになる。衛星軌道上からの偵察や長距離攻撃を任務とする。コンバットロンの中ではノリの良い性格である。テックスペックによると風呂はぬるめが好きらしい。
航空参謀 ヘプター
声 - 原田正夫
ナンバー - D-009
第14話から登場。コンバットヘリコプター（装甲ヘリ）に変形する。玩具では武器を装着した重武装モードになる。戦闘や偵察任務においても活躍する。テックスペックによると見晴らしの良い露天風呂が好きらしい。
戦闘スペシャリスト バルディガス
声 - 金子はりい
ナンバー - D-011
第15話から登場。ドルレイラーの「合体指令」の掛け声でドルレイラーを中心に「五体合体」して誕生するコンバットロンが合体した姿。手足の組み合わせによって、両腕にグリジバーとダンガーが合体する陸戦に優れたランドミッション}と、両腕にシャトラーとヘプターが合体する空中戦に優れたフライトミッション}を形成する。ドルレイラー以外の手足として合体する4体が両腕、両脚いずれのパーツにもなれる「スクランブル合体システム」がテレビアニメでは初めて公式設定に導入された。テックスペックによるとコーヒー牛乳が好きらしい。

### 地球人
大西ユウキ（）
声 - 木村亜希子
本作品の人間側の主人公で、小学生の少年。父親が誘拐されたのをきっかけにファイヤーコンボイたちサイバトロンと友人となる。純真な一面があり、ひょんなことから善行を行う羽目となったゲルシャークの姿を友人たちと見て、ゲルシャークを慕うようになったことも。
前々作『ビーストウォーズネオ』に登場したハインラッド型の目覚まし時計を持っている。
大西ダイチ（）
声 - 泉尚摯
ユウキの父で世界的に有名な宇宙考古学者。年齢は44歳から45歳（作中では45回目の誕生日を迎えている）。その知識を狙われデストロンガーに誘拐されるが、ギガトロンたちは彼のうわ言から中途半端に得た情報に翻弄され続けた。第30話にてゲルシャークの手違いで解放され、無事ユウキと再会を果たした。
ジュンコ
声 - 樋口智恵子
一般人の女性。ほぼ毎回登場するが、何かと不幸な目に遭っている。ワイルドライドのオーナーである。新しい車を購入したり海外旅行を楽しんだりしているなど、割と裕福なようだが謎も多く、雑誌にてそのことをツッこまれたこともある。
『キスぷれ』に同姓同名のキャラクターが登場する。また、『バイナルテック アスタリスク』には彼女がモチーフの白神ジュンコが登場する。
アナウンサー（レポーター）
声 - 長浜満里子
テレビのアナウンサー。デストロンガー関係のメディアでよく登場した。レポーターとしても活躍する。

## 玩具展開
玩具の開発を担当した小林弘典によると会議で「当時、『ビーストウォーズ』シリーズで「動物はやりきった」雰囲気があったため、そろそろ車のトランスフォーマーのほうが新鮮に感じるんじゃないか?」という意見が出てきた。
そのため、リサーチとして子供に日本未発売の『ビーストウォーズ』商品と、勇者シリーズなどの商品を見せてどちらが人気があるかを調査。その結果、車や電車の変形ロボットのウケがよかったため車モチーフでいくことが決定した。司令官であるファイヤーコンボイはマーケティングを担当していた大野光仁の進言により、トラックよりも人気のある消防車が選ばれた。
ファイヤーコンボイ・ゴッドマグナス・カーロボ3兄弟・チーム新幹線・ビルドマスター・ギガトロンは新規製作、その他は過去に販売された商品の改修あるいは国内未発売のものが流用された。チーム新幹線はJR東日本・JR西日本両社から許諾を受け実在する新幹線をモデルに開発されており、結果的にトランスフォーマーシリーズの玩具としては初めてライセンスを取得しての発売となった。
『ビーストウォーズ』時代に生まれたガワ変形の追求やボールジョイント関節を多用し、「立体パズルにも等しい」とも形容される複雑な変形機構により、変形玩具としてもフルアクションフィギュアとしても高い評価を受けた製品が多数誕生した。一方で変形の難しさがメインターゲットであるはずの子供に受け入れられず、以後トランスフォーマーは『マイクロン伝説』以降の変形の容易さを考慮する低年齢者向けシリーズと、『バイナルテック』や『マスターピース』といった本シリーズの直系と言える高年齢者向けシリーズに二極化され展開されていくこととなる。
玩具のパッケージのCGイラストの一部は、篠原保によるものである。以下は商品リスト。

### サイバトロン
- C-001 スーパーファイヤーコンボイ（消防車）

横箱、縦箱の2種類が存在。開発スタッフの大野光仁による音声が収録されている。
- C-002 ワイルドライド（メルセデス・ベンツ Mクラス）
- C-003 マッハアラート（ランボルギーニ・ディアブロ）
- C-004 スピードブレイカー（ダッジ・バイパー）
- C-005 アートファイヤー（ポルシェ・959）
- C-006 イーグルキラー（ランボルギーニ・ディアブロ）
- C-007 ウォーズ（フォード・サンダーバード）
- C-008 エックスカー（スポーツカー）
- C-009 オックス（ピックアップトラック）
- C-010 カウンターアロー（インディカー）
- C-011 スパイチェンジャー DX6体セット - アートファイヤー、イーグルキラー、ウォーズ、エックスカー、オックス、カウンターアローのセット品。
- C-012 J-5（新幹線500系電車）
- C-013 J-7（新幹線700系電車）
- C-014 J-4（新幹線E4系電車）
- C-015 JRX - ジェイファイブ、ジェイセブン、ジェイフォーのセット品。
- C-016 インディーヒート（インディカー）
- C-017 レッカーフック（レッカー車）
- C-018 ビルドボーイ（ブルドーザー）
- C-019 ビルドハリケーン（油圧ショベル）
- C-020 ビルドタイフーン（ダンプカー）
- C-021 ビルドサイクロン（トラッククレーン）
- C-022 ビルドキング - ビルドボーイ、ビルドハリケーン、ビルドタイフーン、ビルドサイクロンのセット品。
- C-023 ゴッドマグナス（カートランスポーター）

開発スタッフの幸日佐志による音声が収録されている。
- C-024 Sワイルドライド[注 4]（メルセデス・ベンツ Mクラス）
- C-025 Sマッハアラート[注 5]（ランボルギーニ・ディアブロ）
- C-026 Sスピードブレイカー[注 6]（ダッジ・バイパー）
- C-027 ブレイブマキシマス（サイバトロンシティ）

発売前に行われた「君の部屋がサイバトロン基地だ!キャンペーン」にも配布されているが、パーツが一部削減されている。
- スーパーゴッドソード

「ゴッドファイヤーコンボイ パワーアップキャンペーン」で配布。フォートレスマキシマスに付属したマスターソードにゴッドファイヤーコンボイ用の柄パーツをセットした商品。
- ゴッドファイヤーコンボイ スペシャルクリアバージョン

トイザらス限定発売。スーパーファイヤーコンボイ、ゴッドマグナスのクリアーバージョン。スーパーゴッドソードが付属するが、上記キャンペーン版に付属したブレイブマキシマス用の柄パーツが削除されている。
- トランスフォーマー アンコール ゴッドファイヤーコンボイ

2018年3月に発売された復刻版。カラーリングがアニメ準拠になった他、当時の声優による新規音声を多数収録。スーパーゴッドソードが付属。こちらはカラーリング以外キャンペーン版と同内容。発売後に不具合が発覚し、タカラトミーからお詫びと回収のお知らせが出された。

### デストロンガー
- D-001 ギガトロン（コウモリ・双頭龍・ジェット機・フォーミュラカー・手）
- D-002 ガスカンク（スカンク）
- D-003 ギルドー（ムササビ）
- D-004 グッシャー（カエル）
- D-005 ゲルシャーク（ホホジロザメ）
- D-006 グリジバー（FMC XR311）
- D-007 ダンガー（レオパルト1）
- D-008 シャトラー（スペースシャトル）
- D-009 ヘプター（H-2）
- D-010 ドルレイラー（キャノントレーラー）
- D-011 バルディガス - グリジバー、ダンガー、シャトラー、ヘプター、ドルレイラーのセット品。
- D-012 ブラックコンボイ（タンクローリー）

玩具は『トランスフォーマー G-2』の総司令官バトルコンボイを黒く塗り替えたものだが、電子ギミックはオミットされている。
- D-013 デビルギガトロン（コウモリ・双頭龍・ジェット機・フォーミュラカー・手・ゾウ・プテラノドン・水中翼船・恐竜）

## 他作品との関連
物語で直接関わることは無いものの、時系列的には『ザ・ムービー』以前のG1トランスフォーマーたちとファイヤーコンボイたちは同じ世界の別々の場所で活動している。デストロンガーは未来におけるデストロンのエリートで構成される集団であり、かつて太古にオラクル（プライマス）によって創造され、地球に残されたブレイブマキシマスを奪取せんと2000年の地球にタイムワープしてきたのである。ファイヤーコンボイたちも未来の世界のサイバトロンであり、次元パトロール隊としての使命を果たすため、同じく2000年の地球へとタイムワープして来ている。ブラックコンボイらがプロトフォーム状態で眠っていた山が初代のOP終盤に登場した山に酷似していたり、本作品の序盤で初代コンボイに似た赤いトラックが登場したこともあった。第30話でブラックコンボイの回想シーンにて『ビーストウォーズ』に登場したサイバトロンの探査用宇宙船アクサロンが登場している。また、2007年の地球を描いた『トランスフォーマー キスぷれ』にも「ブレイブマキシマス」が登場している。
これらの設定は『トランスフォーマー キスぷれ』の各作品を相互に補完するというコンセプトの元、2007年発売された限定冊子の年表による補完であり、放送当時はどの作品とも関わりのない独立した世界の出来事とされてきた。

## 海外展開
当初は日本のみで展開する予定だったが、海外での『ビーストウォーズリターンズ / Beast Machines』の人気不振を受け、米ハスブロ社は本来予定されていた『トランステック / Transtech Transformers』と呼ばれるシリーズを中止し、代わりに本作品の玩具とアニメを『Transformers：Robots in Disguise（トランスフォーマー・ロボッツ・イン・ディスガイズ）』、通称：R.I.D.と題してアメリカに輸入した。
それまでも日本版の玩具が塗装を変更するなどして発売されることはあったが、日本版アニメを米国にそのまま輸入するなどの展開を行ったのは初めてのことだった。結果としてR.I.D.は好評を博し、以後のシリーズの方向性を決定付けることになる。国内版とは多少仕様が変更された商品が多く、安全基準の関係からブレイブマキシマスは発売されなかった。
なお、「Robots in Disguise」という言葉は、米国で用いられたトランスフォーマーの初期のキャッチコピーであり、こちらも原点回帰を意識していることがわかる。
2001年
ウインドシアー / WindSheer、スカイファイヤー / SkyFire
それぞれインディーヒート、レッカーフックとの2体セットとして販売。ビーストウォーズセカンドのスラスト、ダージの色替え。
クライオテック / Cryotek
Target限定販売。ビーストウォーズメタルスのドラゴンメガトロンの色替え。日本でも限定発売。
ブルーティカス / Bruticus
ビーストマシーンズの不振により未発売だったものが改めて発売された。ケルベロスに変形。
2002年
プロール2&サイドスワイプ / Prowl2 & SideSwipe、サイドバーン&デイトナス / Sideburn & Daytonus
G-2期、試作のみに終わったゴーボッツが2体セットで正式に発売。
サイドウェイズvsアクサー / SideWays&Axer
Wal☆Mart限定販売。G-2のレーザーバイク、ロードビックの色替え。日本でも限定発売。
ストームジェット / StormJet
ビーストマシーンズのジェットストーム（DXサイズ）の色替え。日本でも限定発売。
オートボット三体セット / Hero-3Pack（スカベンジャー / Scavenger、ミラージュGT / MirageGT、ナイトクルーズ / NightCruz）
ビーストマシーンズのスカベンジャー、ミラージュ、スパイストリークの色替え。日本でも限定発売。
オプティマス・プライム / OptimusPrime、ウルトラマグナス / UltraMagnus、スカージ / Scourge、Xブローン / X-Brown
ゴーボッツと同じサイズで新規で制作したもの。日本でも限定発売。
エアアタック・オプティマスプライマル / AirAtackOptimusPrimal
TRU限定販売。ビーストマシーンズの不振により未発売だったものが改めて発売された。日本でも限定発売。
メガトロン・メガボルト / MegatronMegabolt
KBマート限定販売。ビーストマシーンズの不振により未発売だったものが改めて発売された。日本ではエアアタック・オプティマスプライマルと同時期に限定販売された後、ビーストウォーズリターンズ放送時に公式発売。
2003年
オブシディアン / Obsidian
ビーストマシーンズの同名商品の色替え。
ドレッドウインド&スモークジャンパー / DreadWing（DreadWind&SmokeJumper）
Target限定販売。G-2期ドレッドウイングの色替え。ビーストウォーズセカンドでも発売された人気商品。日本でも限定発売。
ルイネーション / Ruination
Wal☆Mart限定販売。バルディガスの色替え。日本でも限定発売。
スカージ / Scourge、ブラジオン / Bludgeon
KBマート限定販売。それぞれ、G-2のコンボイミサイルトレーラー、メガトロンミサイルタンクの色替え。デストラクティコン / Destructiconと称される。日本でも限定発売。
ジアクサス / Jhiaxus
KBマート限定。ビーストマシーンズのジェットストームDXサイズの色替え。
ランドフィル / LandFill
Wal☆Mart限定。同名商品の色替え。
メガボルト / Megabolt
KBマート限定商品。メガボルトメガトロンの色替え。

## スタッフ
- 企画 - 杉山豊
- 監督 - 関田修
- 監督助手 - 田部伸一
- シリーズ構成 - 武上純希
- キャラクターデザイン - 辻初樹
- メカニカルデザイン - 大河広行、やまだたかひろ
- アートデザイン - 西川淳一郎
- 美術監督 - 李会榮
- 色彩設計 - 完甘幸隆
- 撮影監督 - 朴承柱
- 編集 - 中川晶男
- キャスティング協力 - 風間ひとみ
- アフレコ演出 - 三ツ矢雄二
- 音響演出 - 高橋秀雄
- 音楽 - 難波弘之
- プロデューサー - 岩田牧子、加藤久、杉村重郎
- アシスタントプロデューサー - 小林功治
- 制作協力 - 同友動画
- 製作 - テレビ東京、NAS、スタジオぎゃろっぷ

## 主題歌
オープニングテーマ「炎のオーバードライブ〜カーロボットサイバトロン〜」
作詞 - 後藤冬樹 / 作曲・編曲 - 渡部チェル / 歌 - 和田光司
- テレビ版とシングル版では若干の差異がある。テレビ版ではファイヤーコンボイ役の橋本さとしによる「トランスフォーム」の台詞が加わっているのに対しシングル版ではコーラスのみ、最後のシャウトの部分も異なっておりシングル版と比べ高い。

エンディングテーマ「マリオネット」
作詞 - 松木悠 / 作曲・編曲 - 岩﨑元是 / 歌 - 西角茉美

## 各話リスト
第13話・第26話・第35話は総集編であり、既存の映像を背景にサイバトロン・デストロンガーの掛け合いによるものになっている。
太字は放送されているエピソード。
| 話数 | サブタイトル                       | 脚本     | コンテ   | 演出            | 作画監督      | 放送日        |
| ---- | ---------------------------------- | -------- | -------- | --------------- | ------------- | ------------- |
| 1    | 初出動! ファイヤーコンボイ         | 武上純希 | 辻初樹   | 筒井義明 加藤顕 | 成元鎔        | 2000年 4月5日 |
| 2    | 高速バトル! ゲルシャーク           | 菊池一仁 | 金宰弘   | 筒井義明 加藤顕 | 金宰弘        | 4月12日       |
| 3    | 合体せよ! 新幹線ロボ               | 大橋志吉 | 菱川直樹 | 加藤顕          | 愼重徳        | 4月19日       |
| 4    | 忍者ロボ! スパイチェンジャー参上   | 神戸一彦 | 菊池一仁 | 筒井義明        | 申起澈        | 4月26日       |
| 5    | 決死のジャンプ! マッハアラート     | 早川正   | 藤本義孝 | 加藤顕          | 成元鎔        | 5月3日        |
| 6    | ギガトロンの襲撃！                 | 武上純希 | 菊池一仁 | 筒井義明        | 申起澈 高成雲 | 5月10日       |
| 7    | スピードブレイカーの危機！         | 大橋志吉 | 飯島正勝 | 加藤顕          | 申起澈        | 5月17日       |
| 8    | 謎の兵器! D5                       | 神戸一彦 | 菊池一仁 | 筒井義明        | 愼重徳        | 5月24日       |
| 9    | カウンターアローの裏切り!?         | 早川正   | 藤本義孝 | 加藤顕          | 申起澈        | 5月31日       |
| 10   | 爆走! インディーヒート!!           | 武上純希 | 菊池一仁 | 筒井義明        | 成元鎔 金宰弘 | 6月7日        |
| 11   | 駐車違反だ! レッカーフック         | 大橋志吉 | 飯島正勝 | 加藤顕          | 金宰弘 高成雲 | 6月14日       |
| 12   | 究極! 大仏トランスフォーマー       | 神戸一彦 | 菊池一仁 | 筒井義明        | 愼重徳        | 6月21日       |
| 13   | ギガトロンの野望を暴け！           | 武上純希 | 関田修   | 関田修          | -             | 6月28日       |
| 14   | 敵? 味方!? ブラックコンボイ        | 武上純希 | 藤本義孝 | 加藤顕          | 成元鎔 高成雲 | 7月5日        |
| 15   | 5体合体! バルディガス              | 大橋志吉 | 菊池一仁 | 筒井義明        | 金宰弘 申起澈 | 7月12日       |
| 16   | 対決! ふたりのコンボイ！           | 早川正   | 飯島正勝 | 加藤顕          | 申起微 高成雲 | 7月19日       |
| 17   | 宇宙から狙え! シャトラー!!         | 神戸一彦 | 菊池一仁 | 筒井義明        | 愼重徳 成元鎔 | 7月26日       |
| 18   | 正義に目覚めよ! ブラックコンボイ   | 武上純希 | 藤本義孝 | 加藤顕          | 金宰弘 成元鎔 | 8月2日        |
| 19   | 秘密作戦! ゲルシャーク             | 大橋志吉 | 菊池一仁 | 筒井義明        | 高成雲 金宰弘 | 8月9日        |
| 20   | 熱血戦士! ビルドマスター           | 武上純希 | 菱川直樹 | 加藤顕          | 申起澈 愼重徳 | 8月16日       |
| 21   | 四体合体! ビルドキング             | 大橋志吉 | 飯島正勝 | 筒井義明        | 成元鎔 金宰弘 | 8月23日       |
| 22   | 正義の味方? ゲルシャーク           | 早川正   | 菊池一仁 | 加藤顕          | 申起澈 高成雲 | 8月30日       |
| 23   | 狙われたビルドマスター             | 神戸一彦 | 菊池一仁 | 筒井義明        | 高成雲 成元鎔 | 9月6日        |
| 24   | 登場! ゴッドマグナス               | 武上純希 | 藤本義孝 | 加藤顕          | 愼重徳 金宰弘 | 9月13日       |
| 25   | 強制合体! ゴッドファイヤーコンボイ | 武上純希 | 菊池一仁 | 筒井義明        | 申起微 愼重徳 | 9月20日       |
| 26   | 集結せよ! 新戦士たち               | 武上純希 | 関田修   | 関田修          | -             | 9月27日       |
| 27   | 絶体絶命! カーロボ3兄弟            | 大橋志吉 | 飯島正勝 | 加藤顕          | 成元鎔 高成雲 | 10月4日       |
| 28   | 発動! ダブルマトリクス             | 早川正   | 菊池一仁 | 筒井義明        | 愼重徳 成元鎔 | 10月11日      |
| 29   | 浮上! サイバトロンシティ           | 神戸一彦 | 藤本義孝 | 加藤顕          | 金宰弘 申起澈 | 10月18日      |
| 30   | JRX対バルディガス                  | 武上純希 | 菊池一仁 | 筒井義明        | 金宰弘 申起澈 | 10月25日      |
| 31   | ゲルシャークの罠                   | 大橋志吉 | 飯島正勝 | 加藤顕          | 高成雲 愼重徳 | 11月1日       |
| 32   | 最後の鍵? さよならアイ             | 早川正   | 菊池一仁 | 筒井義明        | 成元鎔 申起澈 | 11月8日       |
| 33   | 奪われたプラズマ                   | 神戸一彦 | 藤本義孝 | 加藤顕          | 金宰弘 高成雲 | 11月15日      |
| 34   | ブレイブマキシマスの謎             | 武上純希 | 菊池一仁 | 筒井義明        | 愼重徳 成元鎔 | 11月22日      |
| 35   | ゲルシャークの憂鬱                 | 武上純希 | 関田修   | 関田修          | -             | 11月29日      |
| 36   | ブラックコンボイの野望             | 大橋志吉 | 飯島正勝 | 加藤顕          | 金宰弘 申起澈 | 12月6日       |
| 37   | ブレイブマキシマスの起動!          | 早川正   | 菊池一仁 | 筒井義明        | 愼重徳 高成雲 | 12月13日      |
| 38   | 逆襲! デビルギガトロン             | 武上純希 | 藤本義孝 | 加藤顕          | 成元鎔 高成雲 | 12月20日      |
| 39   | 最後の戦い! ファイヤーコンボイ     | 武上純希 | 菊池一仁 | 筒井義明        | 申起澈        | 12月27日      |

## 放送局
放送日時は2000年11月時点のものとする。
| 放送地域       | 放送局           | 放送時間           | 系列           | ネット状況 | 備考            |
| -------------- | ---------------- | ------------------ | -------------- | ---------- | --------------- |
| 関東広域圏     | テレビ東京       | 水曜 18:30 - 19:00 | テレビ東京系列 | 制作局     |                 |
| 北海道         | テレビ北海道     | 水曜 18:30 - 19:00 | テレビ東京系列 | 同時ネット |                 |
| 愛知県         | テレビ愛知       | 水曜 18:30 - 19:00 | テレビ東京系列 | 同時ネット |                 |
| 大阪府         | テレビ大阪       | 水曜 18:30 - 19:00 | テレビ東京系列 | 同時ネット |                 |
| 岡山県・香川県 | テレビせとうち   | 水曜 18:30 - 19:00 | テレビ東京系列 | 同時ネット |                 |
| 福岡県         | TXN九州          | 水曜 18:30 - 19:00 | テレビ東京系列 | 同時ネット | 現：TVQ九州放送 |
| 青森県         | 青森放送         | 月曜 15:55 - 16:25 | 日本テレビ系列 | 遅れネット |                 |
| 岩手県         | テレビ岩手       | 月曜 16:28 - 16:55 | 日本テレビ系列 | 遅れネット |                 |
| 宮城県         | 仙台放送         | 火曜 15:30 - 16:00 | フジテレビ系列 | 遅れネット |                 |
| 秋田県         | 秋田朝日放送     | 火曜 16:00 - 16:30 | テレビ朝日系列 | 遅れネット |                 |
| 山形県         | 山形放送         | 火曜 16:29 - 16:59 | 日本テレビ系列 | 遅れネット |                 |
| 福島県         | 福島中央テレビ   | 月曜 16:00 - 16:28 | 日本テレビ系列 | 遅れネット |                 |
| 新潟県         | テレビ新潟       | 月曜 16:29 - 16:59 | 日本テレビ系列 | 遅れネット |                 |
| 石川県         | テレビ金沢       | 月曜 15:55 - 16:25 | 日本テレビ系列 | 遅れネット |                 |
| 長野県         | テレビ信州       | 金曜 17:27 - 17:55 | 日本テレビ系列 | 遅れネット |                 |
| 静岡県         | テレビ静岡       | 金曜 15:57 - 16:29 | フジテレビ系列 | 遅れネット |                 |
| 広島県         | 中国放送         | 土曜 17:00 - 17:30 | TBS系列        | 遅れネット |                 |
| 愛媛県         | 愛媛朝日テレビ   | 土曜 7:15 - 7:45   | テレビ朝日系列 | 遅れネット |                 |
| 長崎県         | テレビ長崎       | 月曜 15:30 - 16:00 | フジテレビ系列 | 遅れネット |                 |
| 熊本県         | テレビ熊本       | 木曜 17:24 - 17:54 | フジテレビ系列 | 遅れネット |                 |
| 鹿児島県       | 鹿児島読売テレビ | 月曜 16:30 - 17:00 | 日本テレビ系列 | 遅れネット |                 |
| 沖縄県         | 沖縄テレビ       | 水曜 16:00 - 16:30 | フジテレビ系列 | 遅れネット |                 |

### 海外放送局
| 放送国   | 放送局   | 放送期間                      |
| -------- | -------- | ----------------------------- |
| アメリカ | Fox Kids | 2001年9月8日 - 2002年3月23日  |
| 韓国     | KBS      | 2002年7月24日 - 2003年4月21日 |

## 映像ソフト化
- VHS・DVDともポニーキャニオンより発売。全10巻。各4話収録（最終巻のみ3話収録）。

## CD
いずれもインターチャネルより発売。
炎のオーバードライブ〜カーロボットサイバトロン〜
2000年5月24日に発売。
マリオネット
2000年5月24日に発売。
トランスフォーマー カーロボット オリジナル サウンドトラック
2000年8月3日に発売。